# Siège de Florence
Notes
- Union personnelle entre l'Espagne et le Saint-Empire.

Septième guerre d'Italie
Batailles
- Rome
- Naples
- Landriano
- Florence
- Gavinana

Le siège de Florence, qui débuta à l'automne 1529, est l'un des ultimes épisodes des guerres de la Ligue de Cognac. Une armée considérable du Saint-Empire et d'Espagne commandée par Philibert de Châlon, Prince d'Orange, encercla la ville, et, après un siège de près de dix mois, s'en empara, renversant la République florentine pour mettre sur le trône Alexandre de Médicis en tant que duc de Florence.

## Histoire
À l'issue du sac de Rome (1527), les Florentins avaient chassé les Médicis et proclamé la république. Le nouveau gouvernement se rangea aux côtés des Français dans leur guerre contre la Ligue de Cognac. Mais, les défaites françaises au siège de Naples (1528), et lors de la bataille de Landriano en 1529, contraignirent François Ier à signer la paix de Cambrai avec l'empereur Charles Quint. Lorsque le pape Clément VII et la république de Venise firent la paix à leur tour avec l'Empereur, Florence se retrouva isolée. Charles Quint, voulant se concilier la faveur du pape, ordonna à ses armées de s'emparer de Florence pour y rétablir un Médicis, c'est-à-dire un parent du souverain pontife.
La république repoussa l'invasion pendant plusieurs mois, puis, à la faveur de la trahison des mercenaires qui étaient à sa solde, dut abandonner Volterra aux Impériaux. La mort de son meilleur capitaine, Francesco Ferrucci, exécuté par l'ennemi à l'issue de la bataille de Gavinana, ôta aux Républicains leurs dernières espérances. La ville capitula le 10 août 1530.